# Sincerely Yours (album d'Iamsu!)
Singles
1. Only That Real
Sortie : 4 février 2014
2. I Love My Squad
Sortie : 22 avril 2014

Sincerely Yours est le premier album studio du rappeur américain Iamsu!, sorti le 13 mai 2014.

## Liste des titres
| No  | Titre                                                                         | Contient un (des) sample(s) de                | Durée |
| --- | ----------------------------------------------------------------------------- | --------------------------------------------- | ----- |
| 1.  | Intro (Produit par Kuya Beats of The Invasion)                                | Osaka de Blood Diamonds The Champ des Mohawks | 2:40  |
| 2.  | No Secret (Produit par Tha Bizness)                                           |                                               | 3:12  |
| 3.  | Interlude (Produit par Iamsu!, Kuya Beats of the Invasion et Cal-A)           |                                               | 1:28  |
| 4.  | Only That Real (featuring 2 Chainz et Sage the Gemini – Produit par P-Lo)     |                                               | 3:40  |
| 5.  | Girls (Produit par Tha Bizness)                                               |                                               | 3:56  |
| 6.  | Sincerely Yours (Produit par Trackademicks)                                   |                                               | 2:09  |
| 7.  | Stop Signs (Produit par Tha Bizness)                                          |                                               | 2:59  |
| 8.  | I Love My Squad (Produit par Iamsu!)                                          |                                               | 3:21  |
| 9.  | Interlude II (Produit par Iamsu!, Cal-A et LewiVBeatz)                        |                                               | 4:44  |
| 10. | Back On Your Mind (featuring Kool John et Skipper – Produit par Iamsu!)       |                                               | 3:42  |
| 11. | What You 'Bout (featuring Wiz Khalifa et Berner – Produit par Iamsu! et P-Lo) |                                               | 3:37  |
| 12. | T.W.D.Y. (featuring Too $hort et E-40 - Produit par Kuya Beats)               |                                               | 3:21  |
| 13. | Ascencion (Produit par Jay Ant)                                               |                                               | 2:35  |
| 14. | Problems (Produit par Chase N. Cashe)                                         |                                               | 4:10  |
| 15. | Martina (Produit par Jake One)                                                |                                               | 2:17  |

| 16. | The Weather (featuring Sage the Gemini – Produit par Sage the Gemini) |                                 | 2:46 |
| 17. | Plan B (featuring Dizzy Wright – Produit par Iamsu!)                  |                                 | 3:12 |
| 18. | So Long (Produit par YPOnTheBeat)                                     |                                 | 2:28 |
| 19. | Hipster Girl (Produit par Trackademicks)                              | Jamaica, Jamaica de Special EFX | 3:14 |

| 20. | Only That Real (Remix) (featuring French Montana et Yo Gotti – Produit par P-Lo) | 3:26 |
| 21. | One Me (featuring Rich Homie Quan et Kool John – Produit par P-Lo)               | 4:00 |
| 22. | Aiight (featuring Project Pat – Produit par Jay Nari & Dupri de League of Starz) | 3:32 |

## Classements
| Classement (2014)      | Meilleure position |
| ---------------------- | ------------------ |
| Billboard 200          | 50                 |
| Top R&B/Hip-Hop Albums | 12                 |
| Top Rap Albums         | 8                  |